# Generałowie
Generałowie (ang. Gods and Generals pol. Bogowie i Generałowie) – amerykański film historyczny, druga część trylogii z okresu wojnie secesyjnej, nakręcony na podstawie książki Jeffa Shaary.
Akcja filmu rozgrywa się w okresie od kwietnia 1861 – tuż po ataku na Fort Sumter, do kwietnia 1863 – kiedy to zmarł jeden z największych generałów konfederackich, Thomas „Stonewall” Jackson.
Film jest prequelem Gettysburga i Last Full Measure.

## Obsada
w kolejności alfabetycznej
- Bruce Boxleitner – James Longstreet
- Billy Campbell – George Pickett
- Jeff Daniels – Joshua Chamberlain
- Robert Duvall – Robert E. Lee
- C. Thomas Howell – Thomas Chamberlain
- Alex Hyde-White – Ambrose E. Burnside
- Stephen Lang – Thomas „Stonewall” Jackson
- Brian Mallon – Winfield Scott Hancock